# وزارت خزانه‌داری ایالات متحده آمریکا
وزارت خزانه داری ایالات متحده آمریکا (به انگلیسی: United States Department of the Treasury) یکی از پانزده وزارتخانه‌های دولت فدرال ایالات متحده آمریکا است. این وزارتخانه در سال ۱۷۸۹ طبق لایحه کنگره برای مدیریت سود مالی دولت تأسیس شد و توسط وزیر خزانه‌داری که عضوی از کابینه ایالات متحده آمریکا است، مدیریت می‌شود. مقر سازمان در واشینگتن، دی.سی. است.

## جستارهای وابسته

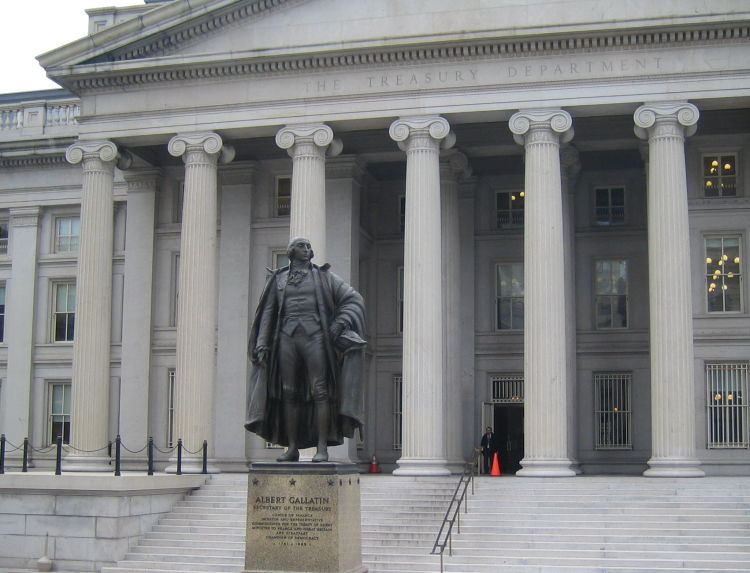
نمای وزارتخانه

## وبگاه رسمی
- www.treas.gov